# Rendezvous Islands
Rendezvous Islands är öar i Kanada.   De ligger i Strathcona Regional District och provinsen British Columbia, i den sydvästra delen av landet, 3 700 km väster om huvudstaden Ottawa. Arean är 0,35 kvadratkilometer.
Terrängen på Rendezvous Islands är platt. Öns högsta punkt är 58 meter över havet. Den sträcker sig 1,0 kilometer i nord-sydlig riktning, och 0,6 kilometer i öst-västlig riktning.
Trakten runt Rendezvous Islands är nära nog obefolkad, med mindre än två invånare per kvadratkilometer.